# The Animation Workshop
The Animation Workshop es una escuela de animación ubicada en el antiguo cuartel militar en Viborg, Dinamarca. Es parte de la Escuela de Negocios, Tecnología e Industrias Creativas de VIA University College. Desde finales de la década de 1980, The Animation Workshop ha educado y capacitado a animadores para la industria danesa e internacional de animación, juegos de computadora y efectos visuales. El Taller de Animación cuenta con una sólida red internacional de artistas, profesionales, empresas, instituciones de financiación y escuelas asociadas. Los profesores y estudiantes provienen de Dinamarca y del resto del mundo, y todas las clases se imparten en inglés.
TAW ha desempeñado un papel en muchos proyectos internacionales, que buscan mejorar y crear una comprensión del papel que pueden desempeñar la animación funcional y los cómics aplicados en el discurso público, el aprendizaje y los procesos de comunicación modernos.
En 2016, la institución apareció entre las 20 mejores escuelas para contratar según la selección de Animation Magazine y ganó el quinto lugar a nivel mundial en los CG Student Awards en 2015. TAW se ubicó entre las 100 mejores escuelas de animación, juegos y diseño y 14 entre International Escuelas de Animación por Animation Career Review en 2014.

## Cursos y departamentos
The Animation Workshop consta de siete departamentos distintos:
- Educación de licenciatura: licenciatura o títulos en artes en animación de personajes, artes CG y narración gráfica
- Taller Abierto – Desarrollo de talento y residencia de artistas
- Cursos de Formación Profesional – Cursos cortos y clases magistrales para profesionales de la animación
- Academia de Dibujo – Cursos de dibujo tradicional
- Laboratorio de Aprendizaje Animado – Investigación y desarrollo en el área de animación infantil y juvenil
- Arsenalet: un bastión creativo para las empresas de animación, juegos y nuevos medios
- Animación Funcional- Cómics aplicados y visualización

## Licenciatura en Artes

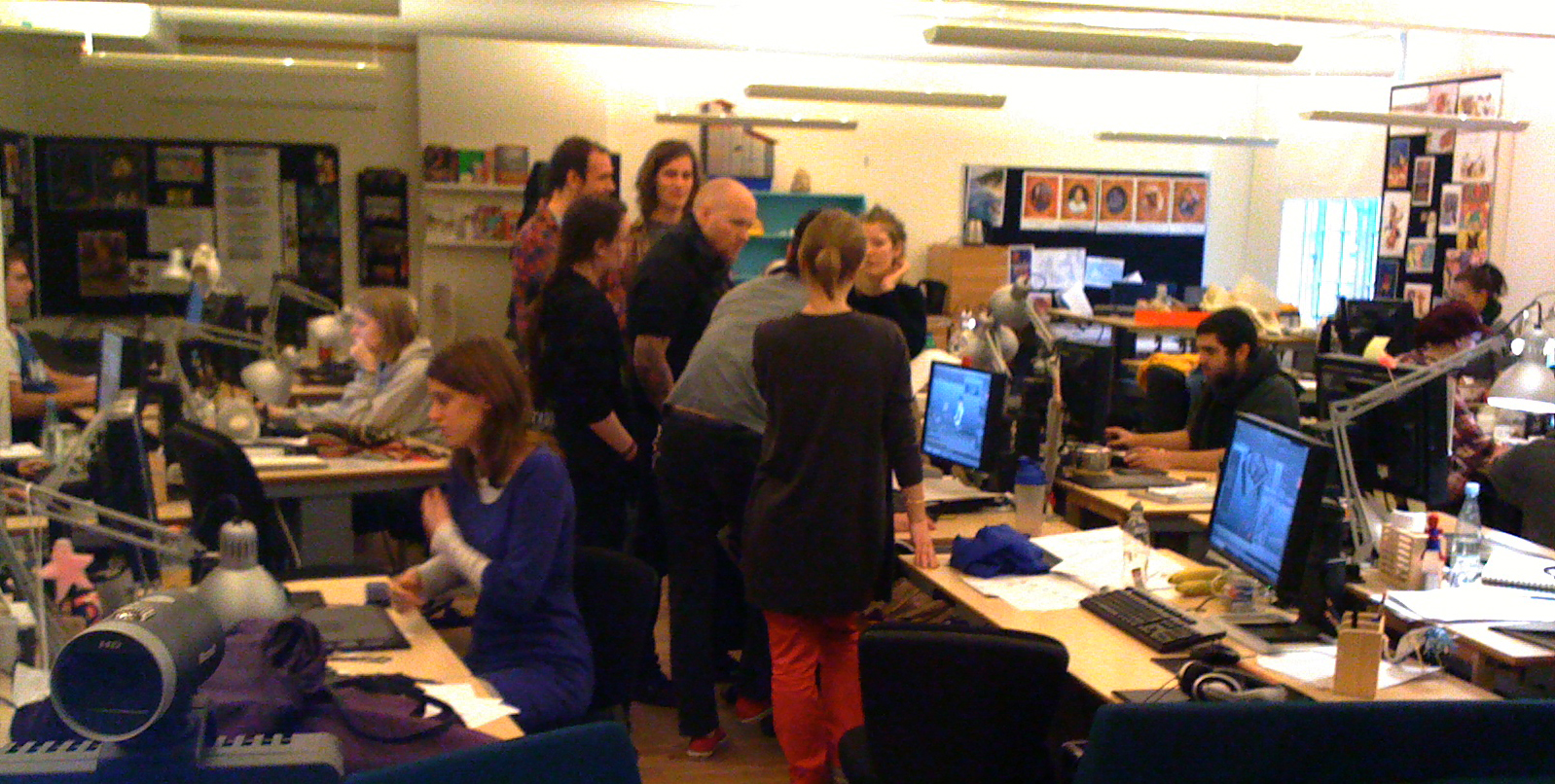
Una clase de animación de personajes en The Animation Workshop

El departamento de Licenciatura en Arte es el departamento más grande de The Animation Workshop y ofrece tres programas en Arte Gráfico por Computadora, Animación de Personajes y Narración Gráfica. Los artistas gráficos por computadora exploran los métodos de trabajo de una producción de gráficos por computadora de principio a fin: desde el diseño conceptual y el guion gráfico, pasando por todos los aspectos de la tubería 3D Maya, hasta la composición. Los animadores de personajes se enfocan en los principios clásicos de la animación a través del estudio de la fisicalidad y la actuación dentro de la animación 2D dibujada a mano, flash y animación 3D en maya. La narración gráfica enseña a los estudiantes todas las áreas de trabajo con la narración gráfica: dibujo, narración secuencial, maquetación, creación de guiones, guion gráfico para películas, medios cruzados y desarrollo de universos gráficos originales.
La red profesional de TAW incluye profesores de destacadas empresas productoras como PIXAR, Disney, DreamWorks, Aardman, Lucas Films, Framestore, EA Games, Double Fine Games, Tell Tale Games y Cinesite.
Durante los programas, los estudiantes trabajan no solo en tareas, sino también en equipos de producción más grandes de películas y juegos, tanto dentro de la escuela como en cooperación con varias instituciones asociadas. Estas instituciones incluyen la Escuela Nacional de Cine Danesa, DADIU, la Escuela de Diseño Danesa, la Universidad de Aalborg, la Universidad de Aarhus, la Universidad de Copenhague, la Universidad de TI, la Universidad Técnica de Dinamarca, La Poudrière (FR), Gobelins (FR), Filmakademie Baden- Wurtemberg (DE) y MOME (HU).

## Taller abierto
Los proyectos apoyados y organizados por el Taller Abierto incluyen:
- Pruebas de creación y animación de portafolios.
- Cortometrajes y videos musicales
- Animación documental
- Novelas gráficas, incluso en línea/interactivas
- libros de arte
- Propiedades de medios cruzados
- Películas y juegos de Internet.
- Instalaciones y exposiciones
- Proyectos/espectáculos/obras de teatro/conciertos transversales
- El desarrollo de largometrajes, programas de televisión, juegos y proyectos de medios cruzados.

## Curso de Formación Profesional

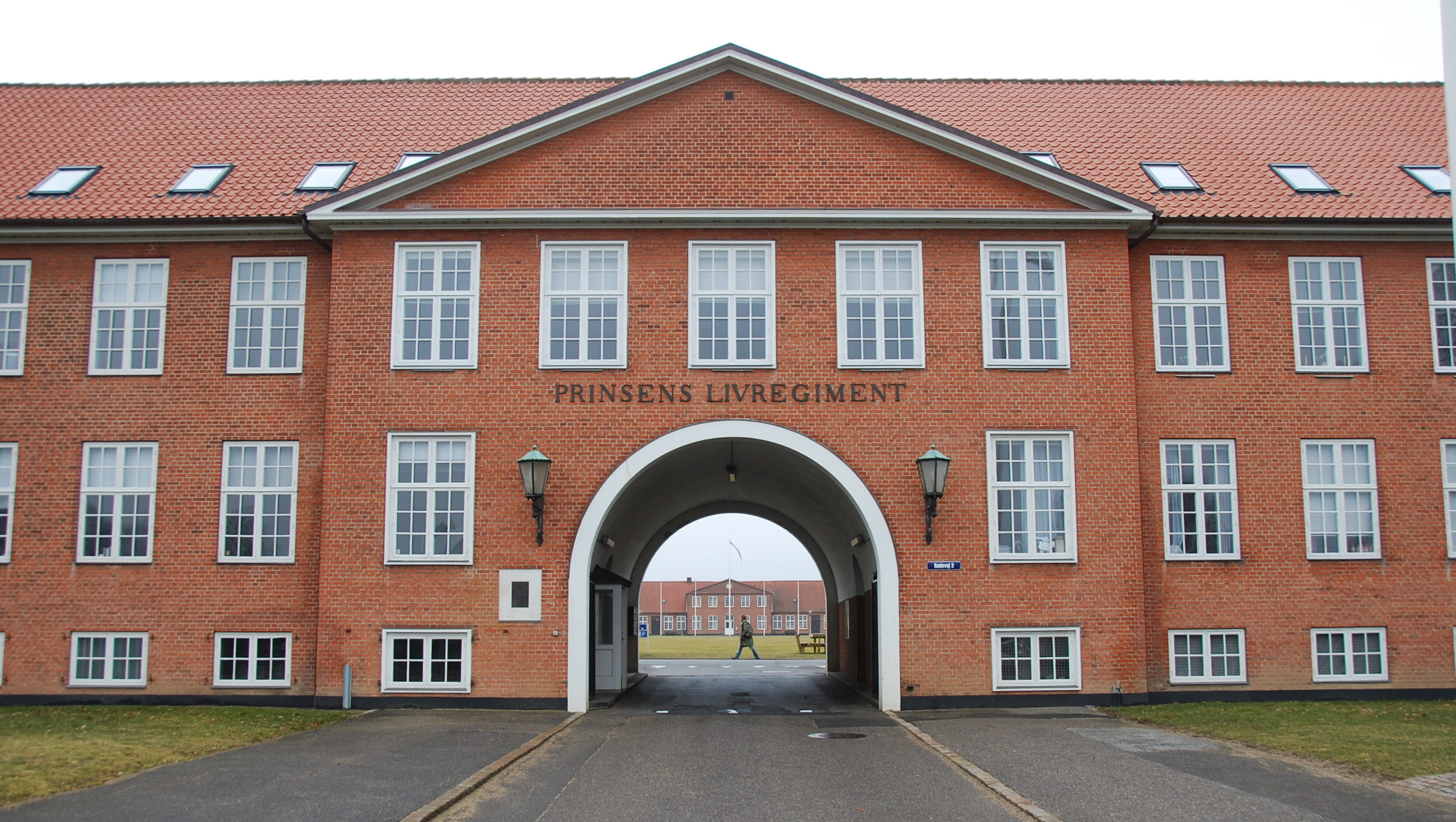
Puerta de entrada al The Animation Workshop

Con el apoyo del subprograma MEDIA de CREATIVE EUROPE, el departamento de Formación Profesional organiza cursos de formación breves y clases magistrales diseñadas para profesionales europeos de la animación. El departamento de Formación Profesional cuenta con una red internacional de profesionales de la animación y el cine. Se crean cursos y clases magistrales para profesionales jóvenes y experimentados con experiencia en animación en cualquier medio. Los grupos objetivo van desde guiones gráficos y artistas conceptuales, diseñadores de personajes y directores de arte, hasta animadores, artistas y directores de CG.
El departamento de Formación Profesional ofrece los siguientes cursos:
- Animación de personajes en 3D: un curso de capacitación de 15 semanas que lleva a los participantes a través de todos los componentes de la animación de personajes en 3D
- VFX: durante 16 semanas, este curso está diseñado para capacitar a generalistas de VFX listos para la industria
- Dibujo y Visualización: un curso semestral de 18 semanas en dibujo clásico, historietas, ilustración y facilitación visual
- AniDox: Lab es un taller de desarrollo de proyectos que ofrece a los cineastas de animación y documentales talentosos la oportunidad de participar y combinar sus dos mundos.
- Animation Sans Frontieres (ASF) es un programa de capacitación de 4x2 semanas diseñado para brindar a los jóvenes profesionales europeos de producción y cine de animación una comprensión de la industria y los mercados de animación europeos e internacionales, así como el espacio, el tiempo y la herramienta para desarrollar, financiar y producir sus propios proyectos, carreras y eventualmente productoras

## Academia de dibujo
Desde 1997, The Drawing Academy (TDA) ofrece cursos de dibujo. La actividad principal en TDA es un curso semestral de dibujo clásico, que brinda a los estudiantes una base para una carrera creativa dentro del arte, el diseño, la publicidad, la arquitectura, la animación y otros campos relacionados. El curso se ofrece dos veces al año, en enero y agosto.
El curso ofrece formación en dibujo clásico en el contexto de las realidades comerciales. La enseñanza se basa en el nivel de dibujo de cada alumno individualmente, brindándoles desafíos que les permitan evolucionar a su propio ritmo. Los estudiantes que asistan a este curso aprenderán los principios básicos dentro de las materias de dibujo croquis, dibujo de figuras y bocetos. TDA también organiza cursos más cortos de dibujo clásico, así como cursos de fin de semana y de verano.
En colaboración con Viborg Gymnasium & HF (Curso de examen preparatorio superior), The Drawing Academy ofrece una educación secundaria superior de 3 años llamada Visual HF. Durante este programa de 3 años, los estudiantes siguen un plan de estudios regular de HF combinado con aprendizaje visual y comunicación. El programa conduce a un Certificado General de Educación Secundaria.

## Animated Learning Lab
Durante los últimos 20 años, el Animated Learning Lab (ALL) ha trabajado con la animación como herramienta de aprendizaje. El objetivo del departamento es promover y facilitar el uso de la animación como instrumento didáctico. Un principio fundamental en el trabajo del centro es involucrar a los niños y hacer que tomen decisiones activas en las producciones de animación creativa. Esto estimula el aprendizaje, mejora la creatividad y amplía los medios viables de expresión. Los proyectos cubren una amplia gama de actividades pedagógicas y didácticas, desde los esfuerzos para ayudar a los niños con dislexia a aprender a leer a través de la animación hasta la interacción con la computadora y los juegos. Todas estas actividades están dirigidas a los docentes con el fin de promover las estrategias de aprendizaje digital y su despliegue en Europa.
ALL organiza cursos de formación de profesores, talleres, seminarios y conferencias que se centran en la animación como una herramienta innovadora de aprendizaje y enseñanza. TODAS las actividades están destinadas a proporcionar a los profesores nuevas herramientas y métodos innovadores. Como tal, ALL ha desarrollado una serie de recursos educativos para materias como matemáticas, geografía, biología y otros campos de estudio.
Con el fin de reunir y motivar a los estudiantes y profesores que utilizan la animación en la enseñanza, ALL ha realizado desde 2006 un festival anual de cine llamado ANIMOK. Durante el festival, los niños tienen la oportunidad de mostrar sus películas animadas a un público más amplio y participar en la competencia del festival. Además, ALL organiza la conferencia anual APRENDIZAJE ANIMADO sobre creatividad y métodos de enseñanza visual, así como una serie de presentaciones diferentes sobre diversos eventos culturales y educativos.
El Laboratorio de Aprendizaje Animado tiene una estrecha colaboración con diversas instituciones culturales y educativas nacionales e internacionales: escuelas, universidades y empresas públicas y privadas. ALL ha implementado una serie de proyectos para promover la animación como herramienta didáctica tanto en Dinamarca como en el extranjero con gran éxito en ambos frentes.

## Arsenalet
Arsenalet es un clúster empresarial con habilidades especializadas en el área de animación, juegos y nuevos medios. Ofrece asistencia comercial para empresas de nueva creación, junto con posibilidades de creación de redes para empresas de coproducción internacionales dentro de las áreas comerciales de animación y nuevos medios. Arsenalet alberga emprendedores y empresas bien establecidas. Cuando se fundó Arsenalet en 2012, solo vivían 7 empresas bajo su techo; ahora ese número es 35, incluidos SYBO Games, Nørlum, Monkey Tennis, Tumblehead, Visikon y SØNC.
Las empresas de Arsenalet están especializadas en:
- Largometraje, TV y cortometraje
- animación 2D
- Animación 3D
- composición
- Artes generadas por computadora
- Dirección técnica
- Marketing y promoción
- Producción de juegos
- Arte conceptual
- Escritura
- guion gráfico
- Preproducción
- efectos visuales
- Desarrollo de negocios
- Narración gráfica

Arsenalet ofrece una serie de servicios especializados para los residentes del clúster:
- Incubación de juegos: la incubación es una oportunidad para que individuos o equipos establezcan una empresa en la industria de los juegos. La asistencia incluye posibilidades de creación de redes, talleres y acceso a la industria del juego y conferencias.
- Mentores: las nuevas empresas en Arsenalet se asocian con mentores de empresas establecidas que ofrecen orientación para el desarrollo empresarial.
- Matchmaking: los empresarios se emparejan con empresas relevantes dentro y fuera de la industria de la animación y los nuevos medios, así como con entornos educativos y clientes potenciales.
- Financiamiento: Arsenalet ofrece supervisión en aplicaciones de recaudación de fondos, así como inversiones comerciales.

## Animación funcional
The Animation Workshop actúa como una red de innovación nacional diseñada para fomentar el desarrollo y la integración de la animación, la visualización y los cómics aplicados en nuevas áreas como la ciencia, el aprendizaje, la comunicación, la atención médica/empoderamiento del paciente, la producción de noticias y los medios interactivos. La idea básica y la visión detrás de la red es que se debe examinar el potencial comunicativo de la animación, la visualización y la narración gráfica. Los principales grupos destinatarios de las actividades de la red son, además de la industria de la animación danesa, empresas privadas e instituciones públicas que buscan desafiar el uso del lenguaje visual.
TAW lleva a cabo experimentos, intercambio de conocimientos y eventos de emparejamiento. Estas actividades las llevan a cabo equipos de socios profesionales de la industria de los medios visuales, que trabajan en estrecha colaboración con las instituciones de la red. Los nuevos conocimientos obtenidos por los socios de la red están disponibles a través de varias plataformas, como reuniones, seminarios, conferencias, consultas y eventos públicos.

## Cortometrajes
The Animation Workshop actúa como una instalación de producción para películas de estudiantes, completadas en el último año de estudios de los estudiantes.  Los proyectos cinematográficos recientes incluyen:
- BusLine35A (2021)
- When The Moon was Gibbous (2021)
- Nomads (2021)
- Pride of Lions (2021)
- Cut it Out (2021)
- Riot5 (2021)
- Monachopsis (2019)
- Desert (2019)
- Deepness of the Fry (2019)
- Ur Aska (2019)
- Forget-me-not (2019)
- Animals (2019)
- Reverie (2018)
- Within Without (2018)
- Bacchus (2018)
- Vermine (2018)
- Dark Dark Woods (2017)
- Less than Human (2017)
- Nachthexen (2017)
- Stellar (2017)
- Whale Heart (2017)
- Tiger (2016)
- Bäckanäcken (2016)
- Between Walls (2016)
- The Shepherd (2016)
- Grandma`s Hero (2016)
- Untamed (2016)
- Vagabond (2015)
- Tsunami (2015)
- The Wanderer (2015)
- Roommate Wanted- Dead or Alive (2015)
- Parrot Away (2015)
- The Great Harlot and the Beast (2015)
- Fibers (2015)
- Borislav (2014)
- Interview (2014)
- Out of Bounds (2014)
- Once Upon a Candle (2014)
- Unimagined Friends (2014)
- Memoria (2013)
- Out of the Ordinary (2013)
- Porcelain (2013)
- The Odd Sound Out (2013)
- Under the Fold (2013)
- The Reward (2013)
- Space Stallions (2012)
- Ride Of Passage(2012)
- Vaesen(2012)
- Wing(2012)
- Slug Invasion(2012)
- Load (2012)
- The Backwater Gospel (2011)
- The Saga of Biorn (2011)
- Captain Awesome (2011)
- Salma (2011)
- Last Fall (2011)
- Flap Crashers (2011)
- Mighty Antlers (2011)
- Out of a Forest (2010)[1]
- Stop Motherfucker (2010)
- The Fox Sisters (2010)
- The Lumberjack (2010)
- Elk Hair Caddis (2010)
- Vegeterrible (2010)
- They Came from Beyond (2010)
- Dinorider (2010)
- Draw Poker (2009)
- Katrine (2009)
- Leitmotif (2009)
- Pig Me (2009)
- Project Alpha (2009)
- Sheep! (2009)
- Trainbombing (2009)
- Office Noise (2008)
- Bertram (2008)
- From Alaska to Kenya (2008)
- Roadkill (2008)
- Girl and Robot (2008)
- Otto and Stella (2008)
- Die Fleder Oma (2007)
- Sweet Dreams (2007)
- Teddy`s Boy (2007)
- Paux De Trols (2007)
- Lost in the Forest (2007)
- Fishing with Spinoza (2007)
- Hum (2007)
- What The Time Is (2007)
- Dharma Dreameater (2007)